# Marmon automobile
Pour les articles homonymes, voir Marmon.
Marmon automobile co, était un constructeur automobile américain fondé en 1902 par Howard C. Marmon et appartenant à Nordyke Marmon & Company de Indianapolis, Indiana, aux États-Unis. Il a été fusionné et renommé en 1933. Ils ont produit des voitures sous la marque Marmon. Il fut remplacé par Marmon-Herrington (en) et plus tard la Marmon Motor Company (en) de Denton (Texas). Le nom survit actuellement grâce au groupe Marmon (en) de Chicago (Illinois).
La société mère de Marmon a été fondée en 1851 et était une fabrique de matériel pour le meulage de farine. Elle a commencé de produire d'autres machines vers la fin du XIXe siècle. 
Une petite production limitée d'automobiles expérimentales commença en 1902, avec un moteur bicylindre en V refroidi à l'air. Un V-4 refroidi à l'air était sorti l'année suivante. La Marmon a rapidement acquis la bonne réputation d'une voiture haut de gamme fiable et rapide.

## Modèles
- La Marmon Modèle 32, datant de 1909, engendrait la Wasp (guêpe) qui était en 1911 le vainqueur de la première course automobile Indianapolis 500 [2]. C'était la première automobile du monde à avoir un rétroviseur.
- La Marmon Modèle 48, sorti en 1913, était une voiture de tourisme avec volant à gauche avec une carrosserie en aluminium et des phares électriques, ainsi que des veilleuses électriques pour le tableau de bord et les portes. Marmon était le premier constructeur à utiliser de l'aluminium dans la production de voitures.
- La Marmon Modèle 34 de 1916 était construit avec de l'aluminium pour la carrosserie et le châssis afin de réduire le poids à environ 1 500 kg. Comme un coup de pub, un modèle 34 a roulé de côte à côte, battant le record de Erwin « Cannonball » Baker en grande pompe.
- La Marmon V16[3]. Howard Marmon avait commencé à travailler sur le premier moteur du type V-16 en 1927, mais ne pouvait terminer la production qu'en 1931, après l'introduction d'une V-16 par Cadillac, dessiné par Owen Nacker, un ancien employé de Marmon.

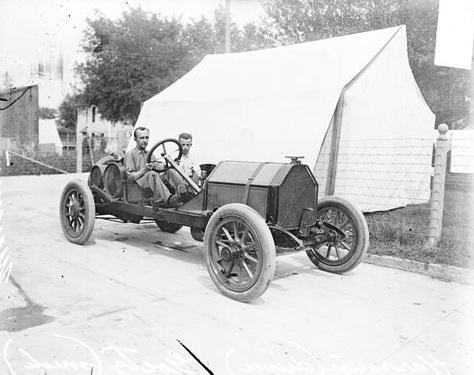
Une Marmon 32 de 1910
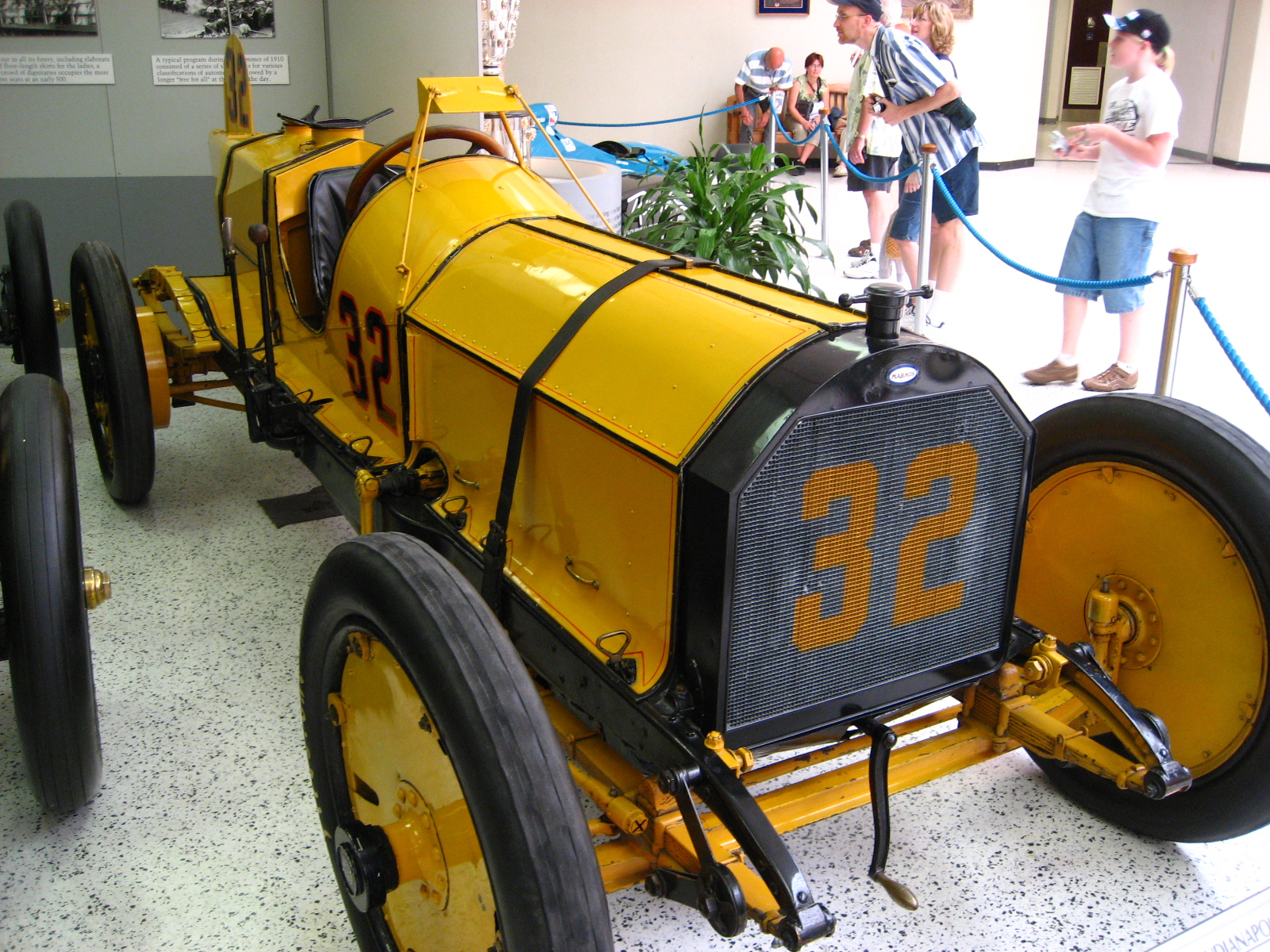
La Marmon 32 version Wasp, vainqueur du tout premier Indianapolis 500 1911 avec Ray Harroun, ici exposée au Indianapolis Motor Speedway Hall of Fame Museum
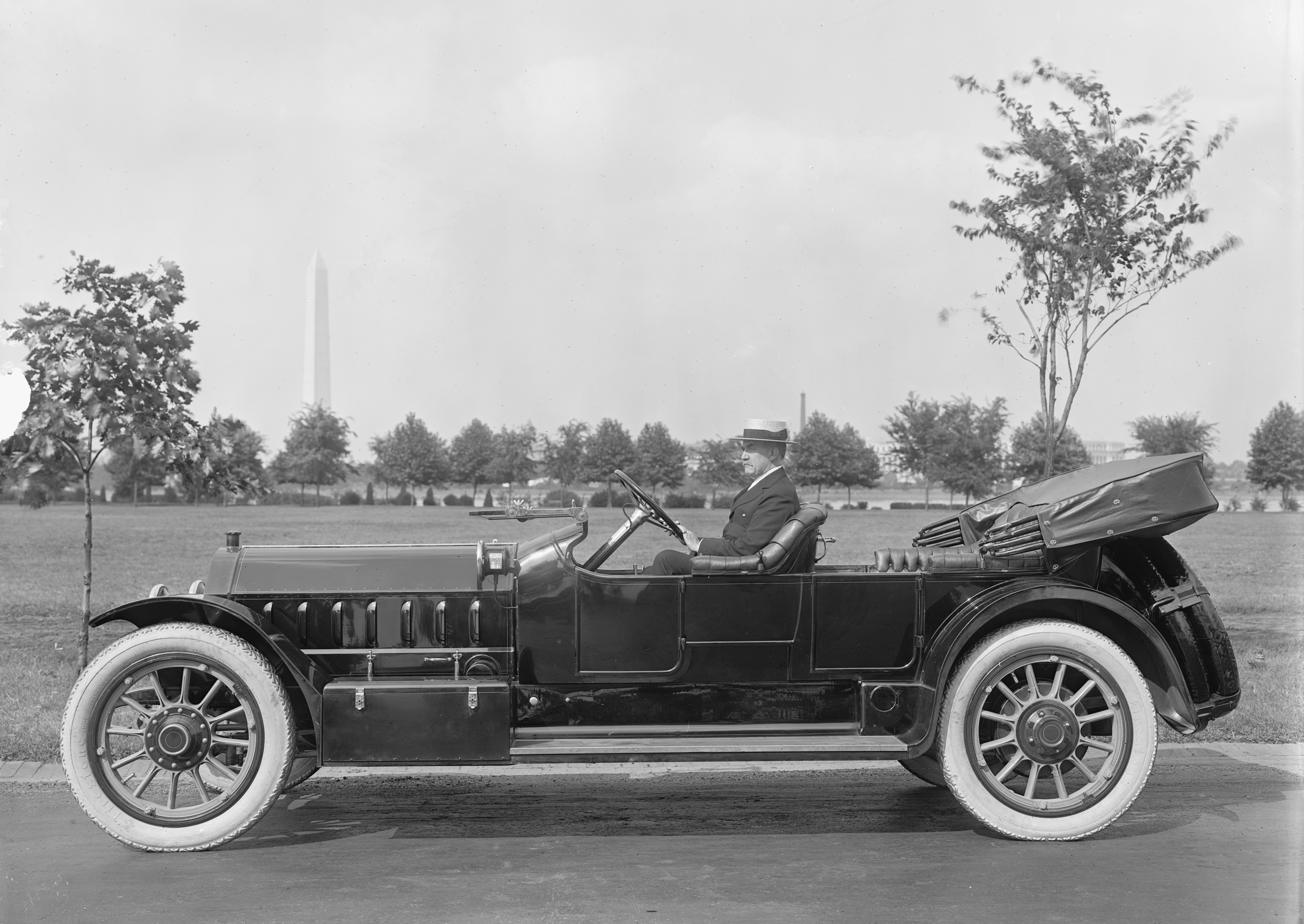
Marmon 48 (1913)
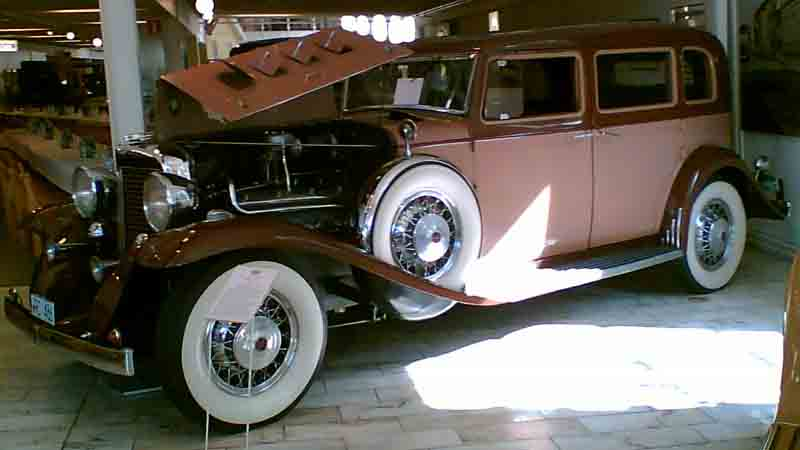
Marmon V16 (1931)